# Celio (zone urbanistique de Rome)
Pour les articles homonymes, voir Celio (homonymie).
Celio est une zone urbaine de la ville de Rome, désigné par le code 1.g,  qui s'étend sur les deux rioni de la Municipio I suivants :
- R.I - Monti
- R.XIX - Celio

L'ensemble compte en 2010 4 524 habitants.